# Margret Kratz
Margret Kratz (Rissenthal, 1962. január 11. –) német válogatott labdarúgó, labdarúgóedző. 2021 és 2024 között a magyar női labdarúgó-válogatott szövetségi kapitánya volt.

## Pályafutása

### Játékosként

#### Klubcsapatban
Kratz labdarúgó-pályafutását az SV Weiskirchen csapatánál kezdte el 1977-ben, majd 1981 és 1986 között az 1. FC Kaiserslautern, végül 1986-tól 1995-ös visszavonulásáig az 1. FC Saarbrücken csapatában futballozott.

#### A válogatottban
1985-ben két alkalommal szerepelt a nyugatnémet válogatottban.

##### Mérkőzései a nyugatnémet válogatottban
| #  | Dátum               | Ellenfél   | Eredmény | Kiírás       | Esemény |
| -- | ------------------- | ---------- | -------- | ------------ | ------- |
| 1. | 1985. szeptember 7. | Norvégia   | 2 – 3    | Eb-selejtező |         |
| 2. | 1985. október 5.    | Finnország | 0 – 1    | Eb-selejtező | 46'     |

### Edzőként
Még aktív játékos volt, mikor 1990-ben a VFR Saarbrücken másodedzőjeként kezdett el dolgozni. Miután 1995-ben befejezte labdarúgó-pályafutását az 1. FC Saarbrücken csapatánál kinevezték őt a klub vezetőedzőjének, amely pozíciót egészen 2000-ig töltötte be. 1997 óta a német női labdarúgó-válogatott másodedzőjeként és az utánpótlásban is dolgozik; Németországban Tina Theune után ő lett a második nő aki edzői licencet szerzett. 2021 márciusában ő lett a magyar női labdarúgó-válogatott szövetségi kapitánya. Erről a posztjáról 2024 márciusában távozott.